# Noche sin cielo
Noche sin cielo es una película española de género bélico estrenada en 1947, dirigida por Ignacio Iquino y coescrita junto con Julio Coll. Está basada en hechos históricos reales.

## Sinopsis
Un grupo de españoles residentes en Filipinas que sobrevivieron a los campos de concentración japoneses se embarcan en el buque Plus Ultra para regresar a España. Una vez en Barcelona narran a los periodistas sus testimonios.

## Reparto
- Juan de Landa como Federico
- José Nieto como Julio
- Félix de Pomés como Esteban
- Fernando Fernán Gómez como Emilio
- Maruchi Fresno como Rosa
- Ana Mariscal como Cortinilla
- María Martín como Dorothy
- Francisco Melgares como Paco
- Consuelo de Nieva como Carmen
- Adriano Rimoldi como Padre Lorenzo
- Carlos Agostí

## Producción
Se trata de una película ambientada en la Segunda Guerra Mundial y que formaba parte de una campaña del gobierno franquista destinada a hacer olvidar la colaboración española con el Tercer Reich y sus aliados. Fue rodada a Barcelona en un espacio cerrado del cual iban saliendo los prisioneros para ser interrogados y torturados. Actualmente no se conserva ninguna copia de la película.

## Premios
La película obtuvo un premio económico de 250.000 ptas., otorgados por el Sindicato Nacional del Espectáculo de 1947.